# Viraksaare
Viraksaare – wieś w Estonii, w prowincji Järva, w gminie Paide.